# 過去をもつ愛情
『過去をもつ愛情』（かこをもつあいじょう、原題:Les Amants du Tage）は、1955年のフランスの映画。ジョゼフ・ケッセルの小説を映画化した作品。

## 概要
本作は、妻を殺した男と夫を殺害した女の恋愛物語で、フランスの作家ジョセフ・ケッセルが1954年に発表した小説『恋路』（直訳すれば『タホ川の恋人たち』、Les Amants du Tage）を原作としている。この映画で挿入歌として使われた『暗いはしけ』（Barco Negro）という曲が人気を博した。作曲者はブラジル人のカーコ・ヴェーリョ（Caco Velho）、作詞はダヴィッド・モーラン・フェレイラというポルトガルの詩人によるもので、漁に出て、遭難し帰らぬ夫の身を嘆くという歌である。ミシェル・ルグランはロドリゲスの『暗いはしけ』、『孤独』、『真夜中のギター』のメロディをオーケストレーションして全編に利用し、ポルトガル情緒を上手く醸し出している。

## 登場人物
| 人物名                   | 原語            | 配役                       | 役柄                                                                     |
| ------------------------ | --------------- | -------------------------- | ------------------------------------------------------------------------ |
| カスリーン・ディンヴァー | Kathleen Dinver | フランソワーズ・アルヌール | 英国貴族の未亡人                                                         |
| ピエール・ルビエ         | Pierre Roubier  | ダニエル・ジェラン         | タクシーの運転手                                                         |
| ルイス警部               | Inspector Lewis | トレヴァー・ハワード       | 英国の警察官                                                             |
| アマリア                 | Amália          | アマリア・ロドリゲス       | ファドの歌手 ファド・レストランのバーテンも兼務 ピエールと懇意にしている |
| マリア                   | Maria           | ジネット・ルクレール       | ピエールの下宿先の主 マルセイユから来た母子家庭の母親                    |
| ポルフィリオ             | Porfirio        | マルセル・ダリオ           | 貨物船の会社の男                                                         |
| マニュエル               | Manuel          | ジャック・ムリエール       | ピエールになついている少年 マリアの息子                                  |
| 弁護士                   | l'avocat        | ジョルジュ・シャマラ       | ー                                                                       |
| メイジー                 | Maisie          | ベティ・ストックフェルド   | カスリーンの英国の友人                                                   |

### 日本語吹替
※放送日1964年8月31日『テレビ名画座』
- ピエール：田口計
- カスリーン：喜多道枝
- ルイス警部：若山弦蔵

## ストーリー
パリはナチス・ドイツから開放され、街中が喜びに沸き立っている。教会の鐘が打ち鳴らされ、軍楽隊は陽気にラッパや太鼓を打ち鳴らし、行進曲と共に米軍の戦車や装甲車が街中を走り回る。パリジェンヌたちは連合軍の兵士たちに抱き着いて、喜びを爆発させる。ピエール・ルビエも軍隊から、自宅にようやく帰ることができ、心待ちにしていた妻との再会を果たすことができるのだった。しかし、アパートの鍵を解錠し、ドアを開けると、妻の不倫現場に遭遇してしまう。ピエールは反射的に発砲し、妻を殺害していた。裁判が行われ、弁護士が雄弁にピエールを弁護し無罪となる。裁判が終わってもピエールの悲しみと孤独は癒されることはない。彼は弁護士に感謝することもなく、失意の内にパリを立ち去った。
最初のパリでのエピソードが終わると、クレジットと共にアマリア・ロドリゲスにより『孤独』が歌われ、リスボンの港が映される。曲が終わると、ピエールが入国管理局でヴィザの延長を申請する場面となる。アマリアがピエールの通訳として同行している。管理官はピエールがあまりに多くの国に行き来しているので、認可したがらないが、南米行きの船に乗るまでの期間の滞在が許可される。
英国から客船が到着し、上流階級とみられる婦人カスリーン・ディンヴァーが一人で、タクシーに乗り込み、高級ホテルへ向かう。彼女は小銭は持っておらず、お釣りは運転手の話すパリ訛りのフランス語への高額なチップとして運転手（ピエール・ルビエ）に渡す。
パリを離れた後、ルビエはリスボンにたどり着き、そこでタクシーの運転手をしていたのだった。彼はマルセイユから来た母子家庭のアパートに居候していた。ピエールはマニュエル少年ととても仲良くしていた。マニュエル少年は母を助けて、雑貨を路上で売ったり観光客のガイドを務めたりして小銭を稼いでいた。
高級ホテルではメイジーをはじめとするイギリス人の観光客たちが金持ちの貴族が自動車事故で死亡し、妻が多額の遺産を受け取ったとういう話題で持ちきりになっていた。カスリーンは元々パリのお針子の娘で、香水売りをしていたが、英国人の貴族に見染められ、玉の輿に乗ったのだった。しかし、夫の家族からは今回の件は事故死ではなく、妻が殺害したものと嫌疑をかけられ、英国警察に捜査を依頼されていた。他人の目を避けようとして、カスリーンはポルトガルへ一人旅に出たのだったが思惑通りに一人にはなれなかった。
自分のことが噂され、カスリーン・ディンヴァーは落ち着けない。そんな彼女にマニュエルが夜の街をガイドする提案をすると、カスリーンは受け入れる。マニュエルはカーザ・デ・ファド（ファド・レストラン）に彼女を連れて行くが、生憎満席で入店できない、マニュエルはピエールが一人でテーブルに座っているのを見つけ、ドアマンにあそこに知り合いがいるから、相席を交渉すると言い、一人で居たいと嫌がるピエールを説き伏せ、３人で相席となる。舞台にはアマリア・ロドリゲスが現れ、観客の拍手を受け、『暗いはしけ』を歌い始める。マニュエルはカスリーンに感想を訊くと「素晴らしいけど、ポルトガル語が分からない」というと、彼はフランス語に歌詞を訳すが、上手く行かない。ピエールは歌に合わせて、意味をフランス語に訳しながら見事に朗読するとカスリーンはしんみりと聞き入り、感謝する。歌が終わると観客は大いに盛り上がる。カスリーンはピエールに礼を言うが、昼間の高額なチップの対価だと言う。彼女は結婚前はカトリーヌ・クレランという名前だったと言う。客の入れ替えがあり、英国人のメイジーが他の友人たちと、カスリーンのテーブルに同席する。ピエールとマニュエルは退席するが、カスリーンがうんざりしているようなので、ピエールが気を利かせて、マニュエルに「タクシーが来ました」とカスリーンを呼び出しに来る。カスリーンが高級ホテルは観光客で煩わしいので、静かなアパートのような滞在先はないかと訊き、ホテルから移ることになった。
ルイス警部がロンドンからアビス・ホテルに到着すると、３日前にディンヴァー夫人はホテルを去ったと言う、警部が行き先を問うが、それを告げることは許されていないとホテルの支配人に断られる。
ピエールはカスリーンをナザレの浜辺へのデートに誘う。二人はタホ川の遊覧船に乗る。ここで、カスリーンは初めて自分の生い立ちを語る。カスリーンはパリのサン＝ミッシェルの貧しい家庭に生まれ、ピエールはサン＝ルイ島の家具職人の家庭に生まれたことを話し、二人は近所に住んでいたこと知り、金持ちの貴族と一般庶民という関係がピエールの誤解であったことが判明し、精神的距離が一気に縮まる。
遊覧船が船着き場に着くとルイス警部が降りてくる二人に近づき、カスリーンに挨拶をし、彼女は警部にピエールを紹介する。ピエールはカスリーンの不機嫌そうな様子を見て微かな疑念が浮かんでくる。二人はナザレの浜辺へ行き、浜辺のレストランで食事をする。ここでは『孤独』がアマリアによって住民の合唱を伴って歌われる。
すっかり日が落ちると、二人はナザレの浜辺で寝そべりながら、過去の話を続ける。ピエールは自分が結婚していたことを打ち明けると彼はカスリーンの指輪の痕を見て、君も結婚していただろうと言うと、一年前に離婚したと言う。カスリーンは過去のことをこれ以上話すのを嫌がる。ピエールは一年前にしては指輪の痕が新しいので、不審に思う。カスリーンは自分たちの間には幾つか不愉快なことがあったが、その度に、却って、関係は仲良くなったようねと言う。そして、打ち寄せる波の音が大きくなり、二人の感情は高まり、遂に結ばれる。
翌日、カスリーンはピエールを夕食に誘い、鍵を渡す。そして、今晩を心待ちにしていると言う。ピエールは「鍵は嫌いだ」と言い、浮かぬ表情で別れる。ピエールは昼間からファド・レストランで酒を飲み、泥酔していると、アマリアが昼間からみっともないと叱責すると「鍵が嫌いなんだ」と叫ぶ。そこに居合わせた貨物船の会社のポルフィリオに「鍵を見ると、殺した妻を思い出すのだ」と言う。ポルフィリオは南米行きの貨物船に乗る気持ちはまだあるのかどうか問い質すと、気持ちは変わっていないと言う。
ピエールはカスリーンとの約束を破り、結局ディナーへは行かなかった。カスリーンは失意の内に用意していた食事を片付け、床に就いた。ピエールは帰宅すると、カスリーンの部屋の外に不審な男の影を目にする。心配になったピエールはカスリーンの部屋に行ってみると、カスリーン以外は誰もいなかった。立腹するカスリーンにピエールはディナーに来なかったことを詫び、鍵に込められた前の妻の思い出がトラウマになっていたことを釈明する。そして、ピエールは自分が妻を殺害した経緯を話し、無罪の判決が下されたので、逃亡中と言うわけではないが、つまらぬことで妻を殺してしまったと語る。彼は犯罪には幾つかのカテゴリーに分類できると言う、つまり、殺人のような黒い犯罪、宗教的な赤い犯罪、戦争での白い犯罪、そして、自分のような痴情のもつれからの薔薇色の犯罪があると言う。カスリーンは世の中には同一の女はいないと言う。ピエールは彼女が自分を愛しているかと問うが、彼女はこれには直接は答えない。
二人が愛し合おうとした瞬間、無言電話が二度かかって来る。彼女は誰にも個々の電話番号を教えていないのだから、ルイス警部に違いないと言う。ピエールはその男は、君の恋人か、それとも過去に付き合っていた男かと詰問するが、彼女は否定し、彼は夫の遺族から雇われた警部だと言う。彼は英国だろうと、どこの国でも事故は事故だろうと言う。カスリーンは夫の遺族はあの事故を事故だとは思っていないと言う。カスリーンに対する疑念の晴れたピエールは愛情の新たな高まりを感じるのだった。
ルイス警部はピエールとカスリーンの関係を確信すると、ピエールがカスリーンの弱点だと考え、彼の捜査を進める。翌日、ルイス警部はわざとピエールのタクシーに乗り込み、ディンヴァー夫人に関する真実を知りたくないかと言う。ピエールはカスリーンを守りたいという気持ちから敵対的態度を顕わにする。ルイス警部はピエールのタクシーに故意に忘れ物をし、キング・ジョージホテルで下車する。
ピエールは忘れ物に気づき、ホテルのバーにいるルイス警部にそれを届けると、ルイス警部は貴方が私に会いたくなった時の口実を与えるために、意図的に残しておいたのだと言う。ルイスはピエールに彼女が貴方に話したことは大体分かっていると言う。それは、パリの香水売り、英国貴族との結婚、その夫に彼女が嫌われる、夫の事故死、遺産相続、しつこくつきまとう嫌な警部、そんなところだろうと言う。でも、まだ話していないことがあるはずと言う。さらに「『オセロ』は嫉妬に苛まれたが貴方は苛まれないのか」という。
ピエールとカスリーンの関係は深まるが、ピエールには彼女への疑念も増幅され、ピエールは彼女の過去を詮索しようとする。カスリーンはナザレの夜以降は一分一秒がピエールのものだが、それ以前のことは別だから、詮索はやめて欲しいと言う。嫉妬心が強くなってたまらなくなったピエールはキング・ジョージホテルのルイスに会いに行く。ピエールは彼女の夫のビル・ディンヴァーの人となりを問う。ルイスは「彼は金持ちの貴族で、ハンサム、気前が良かった、つまり、非の打ち所の無いような理想的な男だった」と話す。ルイスは「何故、こんなに早く、簡単に貴方との関係を持ったのだろう、孤独を癒すためだろうか」と言う。ピエールは「ビルが死んだのは一年前だろう」と言うが、ルイスは2カ月半前のことだと言う。ピエールは彼女が自分に嘘をついていたことを知る。ルイスは彼女にとっては貴方が頼りなのだと言う。
疑念に苛まれるピエールがカスリーンの部屋を訪れるとマニュエルがカスリーンと彼女の昔の写真を見ながら、色々と質問をしている。ピエールはビルの事故死は1年前ではなく2カ月半前ではないかと言い、彼女に不満をぶつけると、カスリーンは自分にも忍耐の限界がある、恋人になるのには身元の調査報告書が必要なのかと言い、怒りを顕わにする。二人は喧嘩別れしてしまい、彼女の部屋の鍵を投げつけ、立ち去り、その夜に出航する貨物船に乗り込む準備をする。荷物を船に運ぼうとしているところで、マニュエルにあい、別れを告げる。
一方、カスリーンは警察官から本日中にパスポートを持って出頭するよう命令されてしまう。入国管理局に赴くと、住所変更がされていないので住所を書き換えさせてもらう、翌週の月曜には返却すると言われる。不審に思ったカスリーンは不服を申し立て、ルイス警部の指示だろうと言う。すると案の定、ルイス警部が現れ、お察しの通りだと釈明するが、パスポートは返却されないままとなる。ルイスは彼女を追い込むことに成功したと確信する。
カスリーンは部屋に戻り、窓から外を眺めていると、ピエールのタクシーに別の運転手が乗っているのを見て、不安になり、ファド・レストランへピエールを探しに行く。彼女の予想通り、彼は酒を飲みながら船の出発を待っていた。カスリーンはピエールにいつ発つのかと問うと数時間後だと言うので、お別れに真実を話す。彼女は夫を自動車事故に見せかけて殺したと告白する。カスリーンは貧乏だったので、ビル・ディンヴァーに見染められ、貧乏から逃れるため、ビルを愛する振りをしていた。しかし、やがて夫に見破られ、離婚を迫られた。彼は一文もやらないと言い、弁護士と離婚の手続きに入った。彼女は元の貧乏に戻りたくなかったので、夫の車に細工を施し、スピードを上げると故障するようにして、彼を殺したと言う。そして、自分は自首するつもりだと言う。ピエールは自分のことも愛していると言うのは演技なのかと質すと本当に愛していると言う。再度彼女への愛情を高まらせたピエールは彼女と一緒に旅立つことにし、ポルフィリオに彼女を船に乗せるよう頼み、急いで彼女の荷物を取りに行く。カスリーンはポルフィリオにパスポートを取られてしまったが、大丈夫かと問うと、金があれば問題ないと言う。
ピエールが彼女の部屋で荷物をまとめていると、ルイスがやって来て「彼女はとうとう真実を話しただろう」言う。ピエールは残念だが、これで警部とは「おさらばだ」と言う。ピエールは「今回は犯罪が僕らを結びつけた。自分は妻を殺し、彼女も夫を殺した。犯罪なんてどこにでもあるさ」と言う。ルイスは「二人の犯罪には根本的な違いがある。貴方は愛情のためだが、彼女は金のためだ」と言う。さらに、ルイスは「何故自分が現れた日に、貴方に身をゆだねたのか。何故パスポート取り上げられた時、真実を告白したのか」という初歩的な疑問が湧いてくるはずだと言う。ピエールはルイス警部の言うことがもっともなので、動揺が隠せなくなる。ルイスは出発への餞別だと言ってカスリーンのパスポートを彼に渡す。
船室に行くとカスリーンが不安そうに待っていた。彼女は「またルイスに会ったのね、彼と何を話したの」と訊く。パスポートを返してくれたと言い、これから新しい生活になると言う。カスリーンは不安で震えるほどだと言う。音楽は『孤独』のメロディが悲痛なまでに変形され、カスリーンの心象を表すかのようにオーケストラによって奏でられる。やがて、出航の時となり、ピエールは港を見るため、デッキに向かう。彼が港を離れる貨物船から波止場を見ると、ルイスに連れられて行くカスリーンの姿があった。ピエールの絶叫が空しく響くのだった。